# Tiếng Ả Rập Trung Á
Tiếng Ả Rập Trung Á hay Tiếng Ả Rập Jugari (Tiếng Ả Rập: العربية الآسيوية الوسطى‎) là một biến thể của Tiếng Ả Rập xong hiện tại được nói bởi Cộng đồng người Ả Rập tại Trung Á.
Đây là một biến thể rất khác so với những biến thể khác được biết đến trong ngôn ngữ Ả Rập và, mặc dù nó có những điểm tương đồng nhất định với Tiếng Ả Rập Lưỡng Hà, nó là một phần của họ Trung Á, một nhánh ngôn ngữ độc lập trong năm chủ yếu. các nhóm của Tiếng Ả Rập tiêu chuẩn hiện đại. Không có diglossia bằng tiếng Ả Rập Chuẩn Hiện đại.
Và được nói bởi 6,000 người tại Afghanistan, Iran, Tajikistan, và Uzbekistan, các quốc gia nơi tiếng Ả Rập không phải là ngôn ngữ chính thức và được báo cáo là đang giảm về số lượng.
Trái ngược với tất cả các nước Ả Rập, nó không được đặc trưng bởi diglossia; Nhóm dân tộc Ả Rập sử dụng tiếng Uzbek và Ba Tư (bao gồm cả Dari và Tajik) để giao tiếp với nhau, và như một ngôn ngữ văn học; Những người nói được báo cáo là nói song ngữ, những người khác nói những ngôn ngữ này như tiếng mẹ đẻ và chỉ có một số thành viên của cộng đồng hiện nói tiếng Ả Rập Jugari.

## Lịch sử
Nó từng được nói đến trong số vô số cộng đồng Người Ả Rập định cư và du mục của Ả Rập đã chuyển đến đó sau khi Đế chế Sasanian sụp đổ. Họ sinh sống ở các khu vực Samarqand, Bukhara, Qashqadarya, Surkhandarya (ngày nay là Uzbekistan) và Khatlon (Tajikistan ngày nay), cũng như Afghanistan. Làn sóng người Ả Rập đầu tiên di cư đến khu vực này vào thế kỷ thứ 8 trong các cuộc chinh phục của người Hồi giáo và sau đó được gia nhập bởi các nhóm người Ả Rập từ Balkh và Andkhoy, Afghanistan (ngày nay Afghanistan). Do ảnh hưởng nặng nề của Hồi giáo, tiếng Ả Rập nhanh chóng trở thành ngôn ngữ chung của khoa học và văn học trong thời đại này. Hầu hết người Ả Rập Trung Á sống trong các cộng đồng biệt lập và không ủng hộ hôn nhân giữa các dân tộc địa phương. Yếu tố này đã giúp ngôn ngữ của họ tồn tại trong một môi trường đa ngôn ngữ cho đến thế kỷ 20. Vào những năm 1880, nhiều người chăn gia súc người Ả Rập đã di cư đến miền bắc Afghanistan từ nơi ngày nay là Uzbekistan và Tajikistan sau cuộc chinh phục Trung Á của Nga. Những người Ả Rập này ngày nay không nói tiếng Ả Rập vì đã thích nghi với Dari và tiếng Uzbek.

## Biến thể
Giorgi Tsereteli và Isaak Natanovich Vinnikov chịu trách nhiệm về các nghiên cứu hàn lâm đầu tiên về tiếng Ả Rập Trung Á, vốn bị ảnh hưởng nhiều bởi các ngôn ngữ địa phương về ngữ âm, từ vựng và cú pháp.
Tiếng Ả Rập Jugari bao gồm bốn giống: tiếng Ả Rập Bakhtiar (còn gọi là tiếng Ả Rập Bactria), tiếng Ả Rập Bukhara (còn gọi là tiếng Ả Rập Buxara), tiếng Ả Rập Kashkadarya và tiếng Ả Rập Khorasan. Ba người đầu tiên có các diễn giả của họ trải khắp Afghanistan, Tajikistan và Uzbekistan. Khorasani mới được các học giả coi là một phần của hệ phương ngữ Ả Rập Trung Á gần đây.
Nó được cho là được nói ở 5 ngôi làng của Surkhandarya, Qashqadarya và Bukhara. Ở Uzbekistan, có ít nhất hai phương ngữ của tiếng Ả Rập Trung Á: Bukharian (chịu ảnh hưởng của Tajik) và Qashqadaryavi (chịu ảnh hưởng của các ngôn ngữ Thổ Nhĩ Kỳ). Những phương ngữ này không có thể hiểu được lẫn nhau. tại Tajikistan, tiếng Ả Rập Trung Á được nói bởi 35.7% dân số cộng đồng Ả Rập, đã được thay thế phần lớn bởi Tajik. Tiếng Ả Rập Bakhtiari được nói trong các cộng đồng Ả Rập ở miền bắc Afghanistan. Các nghiên cứu gần đây coi tiếng Ả Rập Khorasani (nói ở Khorasan, Iran) là một phần của ngữ hệ Ả Rập Trung Á, và phát hiện ra rằng nó có liên quan chặt chẽ với Qashqadaryo.